# Л'Апарита-Монте Пили (Фиренца)
Л'Апарита-Монте Пили је насеље у Италији у округу Фиренца, региону Тоскана.
Према процени из 2011. у насељу је живело 93 становника. Насеље се налази на надморској висини од 373 м.